# 시미트
시미트(튀르키예어: simit) 또는 게브레크(튀르키예어: gevrek)는 튀르키예의 빵이다. 베이글과 비슷하게 고리 모양으로 구운 빵으로, 보통 깨가 뿌려져 있다. 흔한 길거리 음식이며, 튀르키예의 국민 음식 가운데 하나로 여겨진다.

## 이름
튀르키예어 "시미트(simit)"의 어원은 오스만어 "시미트(سمید)이며, 이는 다시 "세몰리나"를 뜻하는 페르시아어 "사메드(سمد)"로 거슬러 올라갈 수 있다.
이즈미르 지역에서는 "바삭바삭하다"라는 뜻의 "게브레크(gevrek)"로 부른다.
튀르키예 바깥에서도 지역에 따라 게브레크(마케도니아어: ѓеврек, 불가리아어: геврек), 제브레크(보스니아어: đevrek, 세르비아어: ђеврек, 알바니아어: gjevrek), 코브리그(루마니아어: covrig), 킬로르크(쿠르드어: kilorîk), 쿨루리(그리스어: κουλούρι), 보케흐(아르메니아어: բոկեղ) 등으로 불린다.

## 만들기
밀가루를 효모와 소금을 넣어 반죽한 뒤, 가늘고 긴 줄 모양으로 민다. 두 가닥을 꼬아 꽈배기처럼 만든 다음, 끝을 이어 고리 모양으로 만든다. 페크메즈에 물을 탄 다음, 시미트를 담가 적시고, 볶은 참깨를 묻혀 오븐에서 구워 낸다.

## 사진

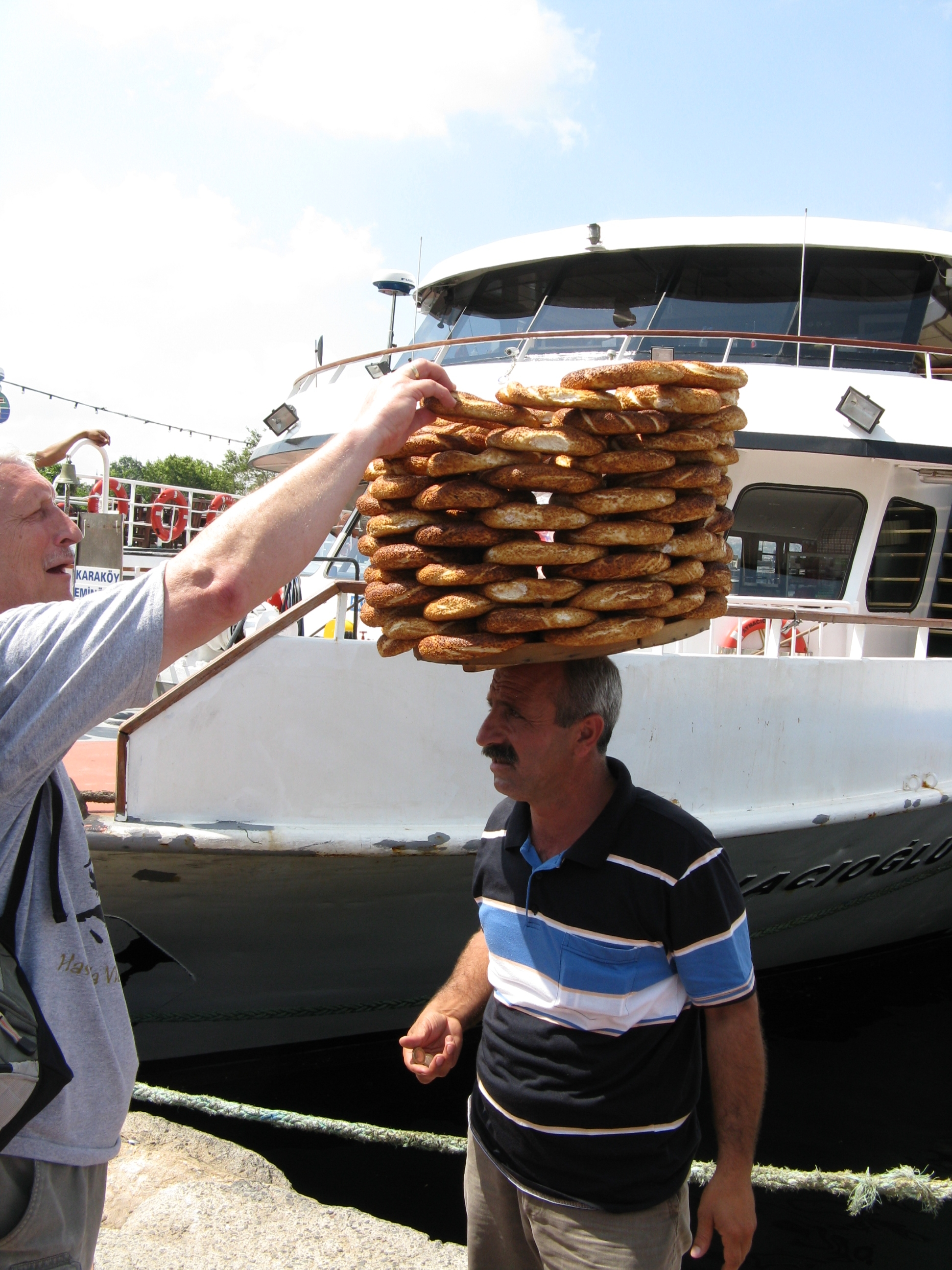
이스탄불의 시미트 상인

## 같이 보기
- 베이글